# Mörzheim
Mörzheim ist ein Stadtteil von Landau in der Pfalz. Der Ort hat rund 1100 Einwohner. Bis 1972 war er eine selbständige Gemeinde.

## Geographie

### Lage
Mörzheim ist der am weitesten südlich liegende Stadtteil von Landau in der Pfalz. Die Umgebung ist von weitläufigen Weinbergen gezeichnet. Am nordöstlichen Siedlungsrand entspringt der Schleidgraben und am östlichen dessen rechter Nebenfluss Brühlgraben.

### Klima
Das Weinbaugebiet gehört zu den klimatisch besonders begünstigten Regionen Mitteleuropas. Die Sonnenscheindauer beträgt durchschnittlich 1.800 Stunden, davon jeweils 200 in den besonders vegetationsintensiven Sommermonaten. Die Jahresmitteltemperatur liegt zwischen neun und zehn Grad Celsius. Auch in den Wintermonaten sinken die Mitteltemperaturen nur selten unter null Grad.

## Geschichte
Archäologische Funde lassen auf eine menschliche Besiedlung des heutigen Ortsgebietes bereits in der Jungsteinzeit schließen. Es wird angenommen, dass der Ort zu seinem Namen kam, als sich ein fränkischer Sippenführer namens Morin nach der Schlacht von Zülpich im Jahr 496 hier niederließ. Nach ihm wurde der Ort Morinheim genannt. Urkundlich erwähnt wird Mörzheim erstmals 724 im Besitzverzeichnis Traditiones Possessionesque Wizenburgenses als Mornßhaim. Ab dem 7. Jahrhundert war es ein Lehen des Klosters Weißenburg, ab 1205 gehörte es zum Speyergau, dem als Vogt Graf Friedrich I. von Leiningen vorstand.
Vom Jahr 1507 an wird das Dorf und seine Einkünfte zwischen der Kurpfalz und dem Bischof von Speyer aufgeteilt. Dies war bis zum Jahr 1709 der Fall, als Mörzheim komplett an die Kurpfalz überging. Dort unterstand das Dorf dem Oberamt Germersheim und dem Unteramt Landeck. Im März 1793 stellte der Ort zusammen mit 32 weiteren Gemeinden bei der französischen Nationalversammlung den Antrag, in die französische Republik aufgenommen zu werden, welcher angenommen wurde. Zunächst gehörte die Gemeinde dem Kanton Billigheim an.
Von 1802 bis 1814, als die Pfalz Teil der Französischen Republik (bis 1804) und anschließend Teil des Napoleonischen Kaiserreichs war, war der Ort in den Kanton Bergzabern eingegliedert. 1815 wurde der Ort Österreich zugeschlagen. Bereits ein Jahr später wechselte der Ort in das Königreich Bayern. Ein Jahr später folgte der Wechsel in den Kanton Landau. Von 1818 bis 1862 gehörte die Gemeinde dem Landkommissariat Landau an; aus diesem ging anschließend das Bezirksamt Landau hervor. Erst 1828 erhielt das Dorf seinen heutigen Namen „Mörzheim“.
Während des Ersten Weltkriegs hatte das Dorf 45 Opfer zu beklagen. 1939 wurde der Ort in den Landkreis Landau eingegliedert. Während des Zweiten Weltkriegs 85 Opfer zu beklagen. Nach dem Krieg wurde Mörzheim innerhalb der französischen Besatzungszone Teil des damals neu gebildeten Landes Rheinland-Pfalz. Im Zuge der ersten rheinland-pfälzischen Verwaltungsreform wechselte der Ort am 7. Juni 1969 in den neu geschaffenen Landkreis Landau-Bad Bergzabern. Am 22. April 1972 wurde Mörzheim nach Landau eingemeindet.

## Politik

### Ortsbeirat
Für den Stadtteil Mörzheim wurde ein Ortsbezirk gebildet. Dem Ortsbeirat gehören elf Beiratsmitglieder an, den Vorsitz im Ortsbeirat führt die direkt gewählte Ortsvorsteherin.
Bei der Kommunalwahl am 9. Juni 2024 wurden die Beiratsmitglieder in einer personalisierten Verhältniswahl gewählt. Die Sitzverteilung im gewählten Ortsbeirat:
| Wahl | SPD | CDU | FWG | Gesamt   |
| ---- | --- | --- | --- | -------- |
| 2024 | 5   | 3   | 3   | 11 Sitze |
| 2019 | 4   | 4   | 3   | 11 Sitze |
| 2014 | 5   | 3   | 3   | 11 Sitze |
| 2009 | 4   | 3   | 4   | 11 Sitze |

- FWG = Freie Wählergruppe Landau e. V.

### Ortsvorsteher
Carina Langer (SPD) wurde am 4. Juli 2024 Ortsvorsteherin von Mörzheim. Bei der Direktwahl am 9. Juni 2024 hatte sie sich mit einem Stimmenanteil von 53,7 % gegen die Amtsinhaberin durchgesetzt.
Langers Vorgängerin Dorothea Müller (CDU) hatte das Amt der Ortsvorsteherin 2016 nach dem plötzlichen Tod von Gerhard Becker (SPD) übernommen.

### Wappen
| Wappen von Mörzheim | Blasonierung: „In Rot die silbernen Großbuchstaben D und M übereinandergestellt, seitlich und unten begleitet von je einem sechsstrahligen goldenen Stern.“ |
| Wappen von Mörzheim | |

### Städtepartnerschaften
Mörzheim hat eine Städtepartnerschaft mit dem US-amerikanischen Frederick in Maryland. Frederick wurde 1745 von dem aus Mörzheim gebürtigen Auswanderer Johann Thomas Schley gegründet.

## Kultur und Sehenswürdigkeiten

### Bauwerke

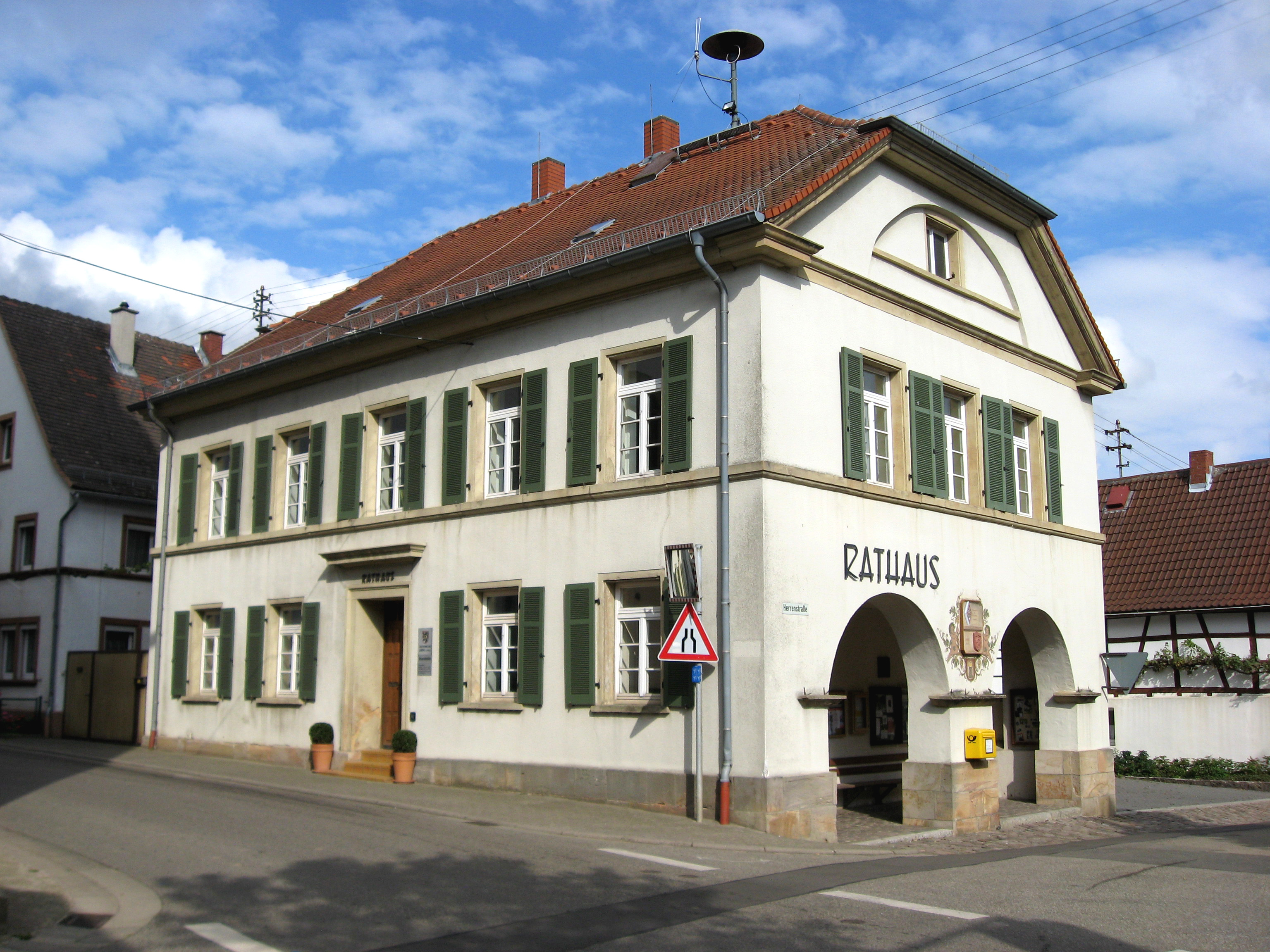
Denkmalgeschütztes Rathaus

Mörzheim ist ein Dorf mit einem traditionellen Ortskern. Es sind viele alte restaurierte Fachwerkhäuser erhalten und die vielen alteingesessenen Winzerbetriebe prägen das Ortsbild. Aus Richtung Impflingen kommend, ist gleich nach den Aussiedlerhöfen links eine Wehranlage aus dem Zweiten Weltkrieg zu sehen, welche Teil der Westwallbefestigungen war und als Panzerabwehrlinie diente.
Auch das Haus von Johann Thomas Schley, Auswanderer und Gründer der US-amerikanischen Stadt Frederick, Maryland, ist in Mörzheim zu sehen.

### Natur
Mitten im Siedlungsgebiet befindet sich das Naturdenkmal Naturquellen und Hordtweiher. Im Frühjahr blüht in den Weinbergen rund um Mörzheim die seltene Wildtulpe Tulpa silvestris. Diese Tulpe gilt als Urform aller Tulpen und wächst wild in den Weinbergen.

### Veranstaltungen
An einem Sonntag um den Frühlingsanfang findet jährlich der Laetare-Umzug statt sowie in der dritten Woche im Juli das Weinfest.

## Wirtschaft und Infrastruktur

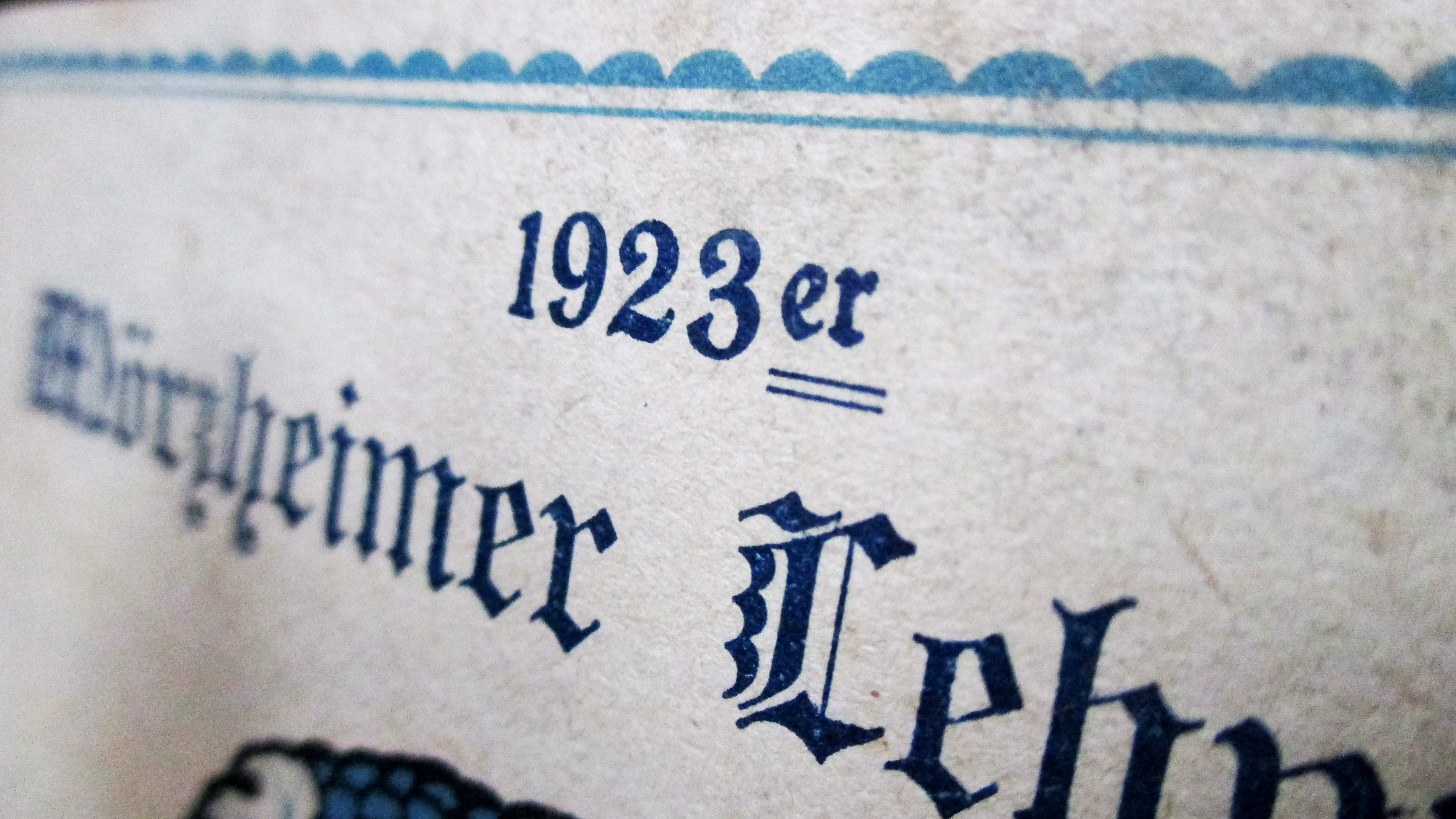
1923 Mörzheimer Lehmgrube

Mörzheim ist ein Winzerort und als solcher Teil des Weinanbaugebiets Pfalz. Vor Ort befindet sich die Einzellage Pfaffenberg (566,6 ha). Diese gehört zur Großlage Herrlich im Bereich Südliche Weinstraße. Zeitweise existierte eine Weinmarke namens Mörzheimer Lehmgrube.
Durch Mörzheim verläuft die Landesstraße 510. Der Ort ist über die Buslinien 540 und 538 an das Nahverkehrsnetz angeschlossen.
Vor Ort existieren Kindergarten und eine ehemalige Schule.

## Söhne und Töchter des Ortes
- Ludwig Antz (1765–1837), evangelischer Pfarrer
- Gustav Adolf Gulden (1808–1882), Jurist, Politiker und Mitglied der Frankfurter Nationalversammlung
- Johann Thomas Schley, (gestorben 1790), Lehrer, Auswanderer aus Mörzheim, 1745 Gründer der Stadt Frederick in Maryland.